# Dane gun
Dane gun, lett. "pistola danese", è il nome con cui venivano originariamente indicati i moschetti a pietra focaia e canna lunga (lunghezza complessiva di 6 piedi) importati in Africa occidentale dai commercianti dano-norvegesi prima della metà del XIX secolo. Il termine è ora utilizzato principalmente dagli Europei che vivono lungo la costa dell'Africa occidentale per descrivere generalmente qualsiasi arma da fuoco di questo tipo prodotta indigena.
I nomi locali per queste armi da fuoco variano da lingua a lingua ma generalmente sono qualcosa che "sembra significhi o implichi una pistola nativa". Sono prodotti in gran numero dagli armaioli locali e usati principalmente per la caccia alla selvaggina, sostituendo le armi tradizionali come l'arco e la zagaglia.

## Storia
Il nome "Dane gun" richiama le attività nella Costa d'Oro africana della Compagnia danese delle Indie occidentali che, tra XVII e XVIII secolo, ivi si riforniva di schiavi per la c.d. "Tratta atlantica" scambiandoli con melassa e rum delle Indie occidentali e moschetti di bassa o bassissima qualità prodotti in Europa. I Dane gun, soprattutto nel XIX secolo erano di così scarsa qualità che gli acquirenti africani stessi ne erano consapevoli, spesso richiedendo armi di qualità migliore.

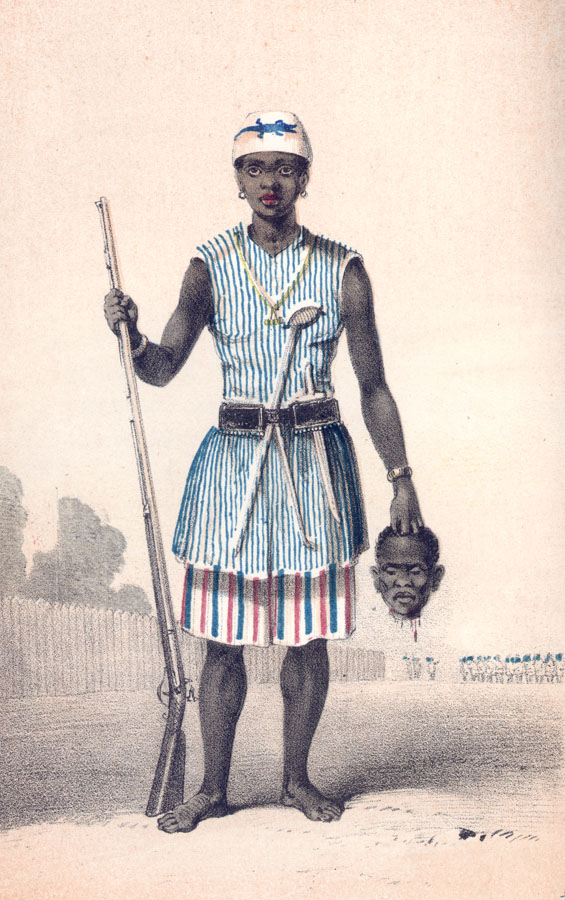
Amazzone del Regno di Dahomey armata di Long Dane - disegno di Frederick Forbes (1851).

Il generale Nkwanta, capo del consiglio generale dell'esercito Ashanti, valutò nel biennio 1872-1873 le nuove armi da fuoco europee a retrocarica restando turbato dall'obsolescenza dei Long Dane in uso ai suoi soldati: alcuni moschetti esplodevano dopo alcuni colpi, mentre polvere e pallini di buona qualità erano scarsi; la maggior parte dei moschettieri non usava l'ovatta per compattare la polvere nelle canne e ricorreva a variegati proiettili (palle di piombo, chiodi, pezzi di metallo o persino pietre) per un risultato certamente spettacolare da un punto di vista pirotecnico ma poco efficace contro bersagli a distanza men che ravvicinata (il rinculo era poi tale che la maggior parte degli Ashanti sparava con l'arma al fianco, perdendo ulteriormente precisione nel tiro).
Le armi da fuoco non giocarono pertanto un ruolo primario sul campo di battaglia africano ancora alla metà del XIX secolo.